# Summoner Wars: Války Vyvolávačů
Summoner wars je desková hra s motivem fantasy. Hru původně uvedla v angličtině společnost Plaid Hat Games v roce 2009. V češtině ji ve stejném roce uvedlo vydavatelství Mindok. Příběh se odehrává při bitvě mnoha národů v říši zvané Itharie. Ret-talus, pán padlého království získá kámen vyvolávání a s jeho pomocí vyvolaných příšer začne terorizovat celou Itharii. Následně začnou všechny národy v říši hledat kameny vyvolávání a to posilní jejich stará nepřátelství. A tak začnou války vyvolávačů.
Základní sada obsahuje 2 balíčky národů, pravidla, 5 kostek, 20 bodů poškození a papírový plán hry.

## Hratelnost
Hra kombinuje prvky karetní a deskové hry. Hráči vyvolávají jednotky ve formě karet, se kterými se mohou takticky pohybovat na herním plánu. Pro vyvolání karet musí mít dostatek many (bodů), které hráč získá odhozením karty, nebo zničením nepřátelské jednotky. Vyhrává ten hráč, kterému se prvnímu podaří zabít nepřátelského vyvolávače.

## Národy
Celkem vyšlo 16 národů, z toho 14 bylo přeloženo do češtiny: Fénixovi elfové, Orkové z tundry, Padlé království, Pralesní elfové, Rebelové, Strážci, Zatracení, Stínoví Elfové, Mentalisté, Kozlobři, Píseční goblini, Trpaslíci z hlubin, Orkové z bažin, Jeskyní goblini, Cech trpaslíků a Žoldnéři. (Tučně je to co vyšlo v češtině)Každý národ má i druhého vyvolávače, žádný však nebyl přeložen do češtiny.

## Rozšíření
- mistrovská sada (obsahuje: 6 balíčků národů, pravidla, 5 kostek, 20 bodů poškození a tvrdý plán hry)
- balíčky národů (osahují vždy 1 národ)
- balíčky posil (osahují další jednotky k tvému národu)
- tvrdý plán hry